# Lutzomyia reburra
Lutzomyia reburra är en tvåvingeart som först beskrevs av Fairchild G. B., Hertig M. 1961.  Lutzomyia reburra ingår i släktet Lutzomyia och familjen fjärilsmyggor. Inga underarter finns listade i Catalogue of Life.